# St. Philippus und Jakobus (Ershausen)

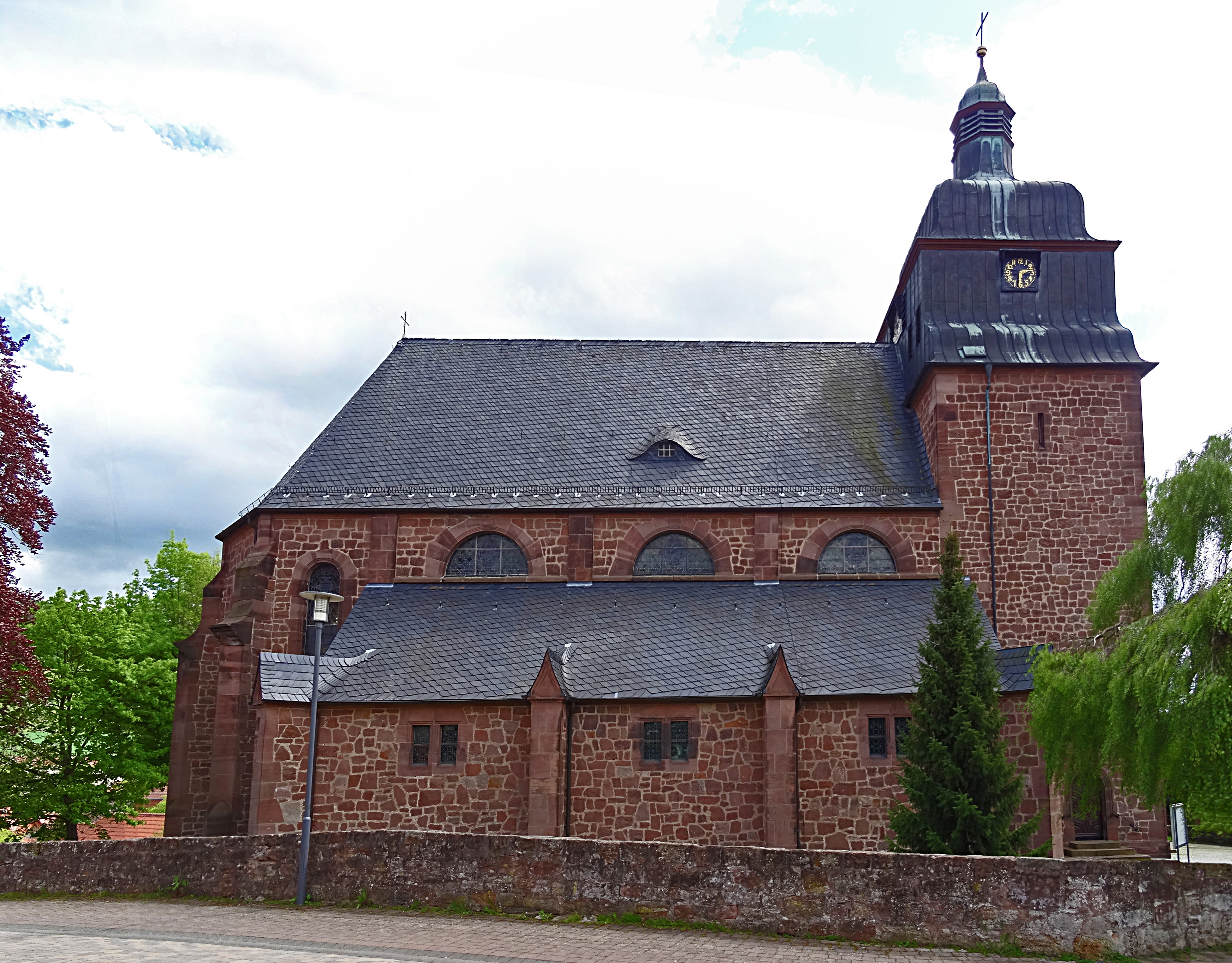
St. Philippus und Jakobus

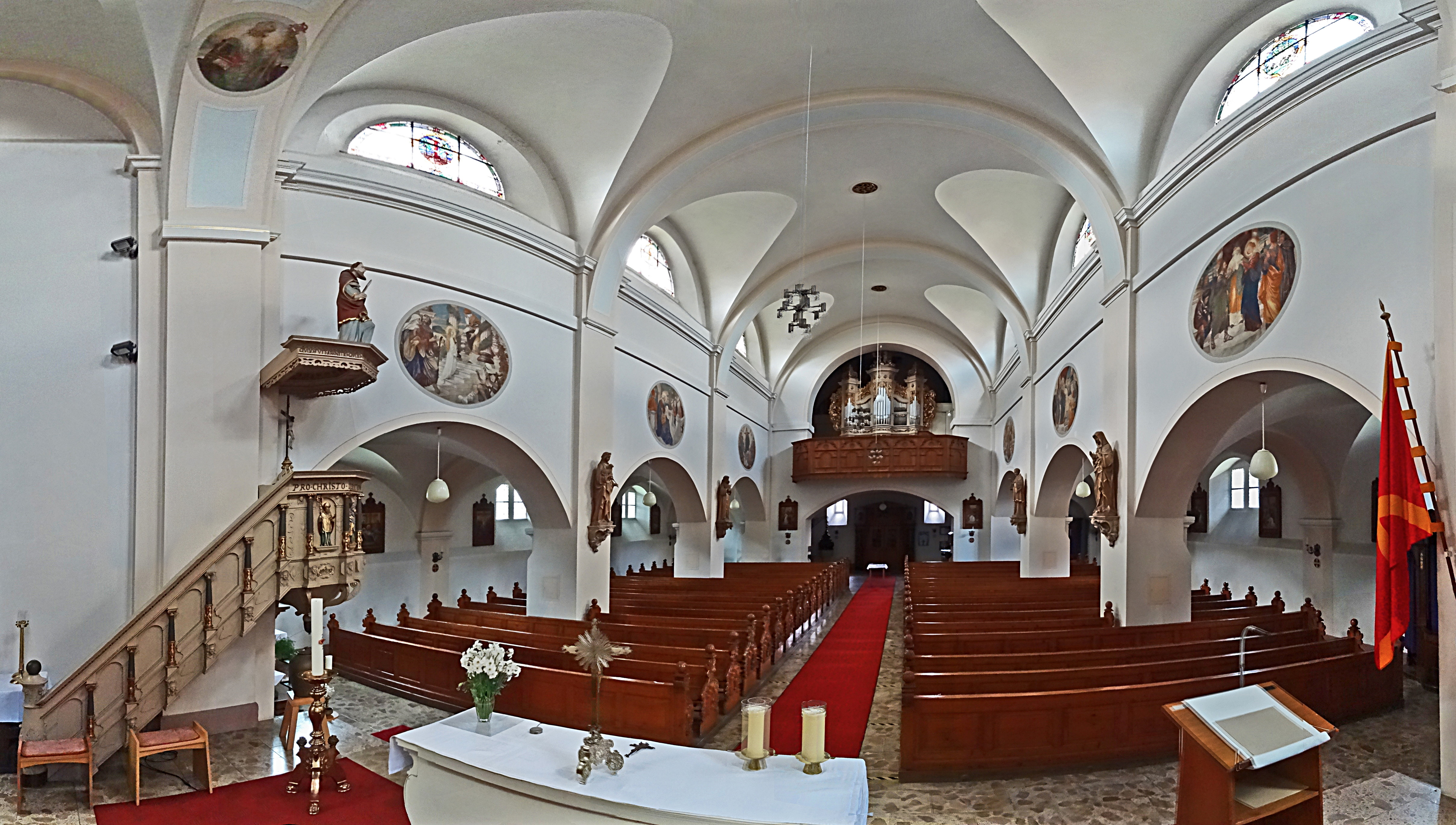
Innenansicht

Die römisch-katholische Pfarrkirche St. Philippus und Jakobus steht in Ershausen im thüringischen Landkreis Eichsfeld. Sie ist die Pfarrkirche der Pfarrei St. Philippus und Jakobus Ershausen im Dekanat Dingelstädt des Bistums Erfurt. Sie trägt das Patrozinium der heiligen Philippus und Jakobus.

## Geschichte
Eine erste Kirche im Ort wird bereits 1272 in einer Urkunde erwähnt. Sie war der heiligen Walburga geweiht und bestand vermutlich bis ca. 1688, denn aus diesem Jahr ist ein Vertrag zum Neubau einer Kirche belegt. Es gab weitere Vorgängerbauten. Um 1905 entstanden erste Pläne, den letzten Vorgängerbau durch einen Neubau zu ersetzen. Grund dafür war der schlechte bauliche Zustand des Kirchengebäudes, der 1907 zu dessen Abriss führte. Nach langer Planungszeit wurde zwischen 1908 und 1911 die heutige Kirche gebaut und 1912 geweiht. Der Kirchenneubau wurde den Aposteln Philippus und Jakobus geweiht. Bis heute wurden verschiedene Instandhaltungsmaßnahmen in der Kirche und an den Außenanlagen vorgenommen, außerdem wurde die Kirchenausstattung erneuert.

## Architektur
Die dreischiffige Basilika wurde nach einem Entwurf von Paschalis Gratze 1908-10 an Stelle eines Vorgängerbaus von 1564 erbaut. Das rechteckige, werksteinsichtige Langhaus, das mit einem schiefergedeckten Satteldach versehen ist, hat im Westen einen bündig vorgesetzten Kirchturm und einen polygonalen Schluss des Chores. Die Seitenschiffe sind über die halbe Tiefe der Seitenfronten des Turms gezogen. Die Haube des Turms ist mit einem Stehfalzdach bedeckt. Seit 2009 gibt es ein neues Geläut, das die alten Stahlglocken ersetzt. Der dreiachsige Wandaufbau ist durch Rundbogenfenster und Lisenen gegliedert. Am Chor und an den Seitenschiffen befinden sich Strebepfeiler.
Der Innenraum ist von einem Gewölbe überspannt. Die Gurtbögen werden über Lisenen abgefangen, die mit einem verkröpften Gesims versehen sind.

## Ausstattung
Aus den Vorgängerbauten ist noch der Hochaltar mit der Kreuzigungsgruppe und Statuen des Philippus und des Jakobus von 1731 erhalten. Das Taufbecken über einem achtseitigen Postament und die Kuppa sind aus dem Jahr 1575. Ein Stein aus dem spitzbogigen Portal mit der Aufschrift 1564 befindet sich in der Kirche. Er wurde in einem Pfeiler in der Nähe der Kirche verbaut und dort zufällig entdeckt.
Die Wangen der Kirchenbänke sind aus dem 18. Jahrhundert. Der Tabernakel und die Mensa wurden 1908 erneuert. Die Kanzel in Formen der Renaissance stammt aus dem 16. Jahrhundert. In runden, mit Beschlagwerk verzierten Nischen zwischen Säulen stehen Statuen von Bonifatius, Philippus, Jakobus sowie Christus Salvator.

## Orgel

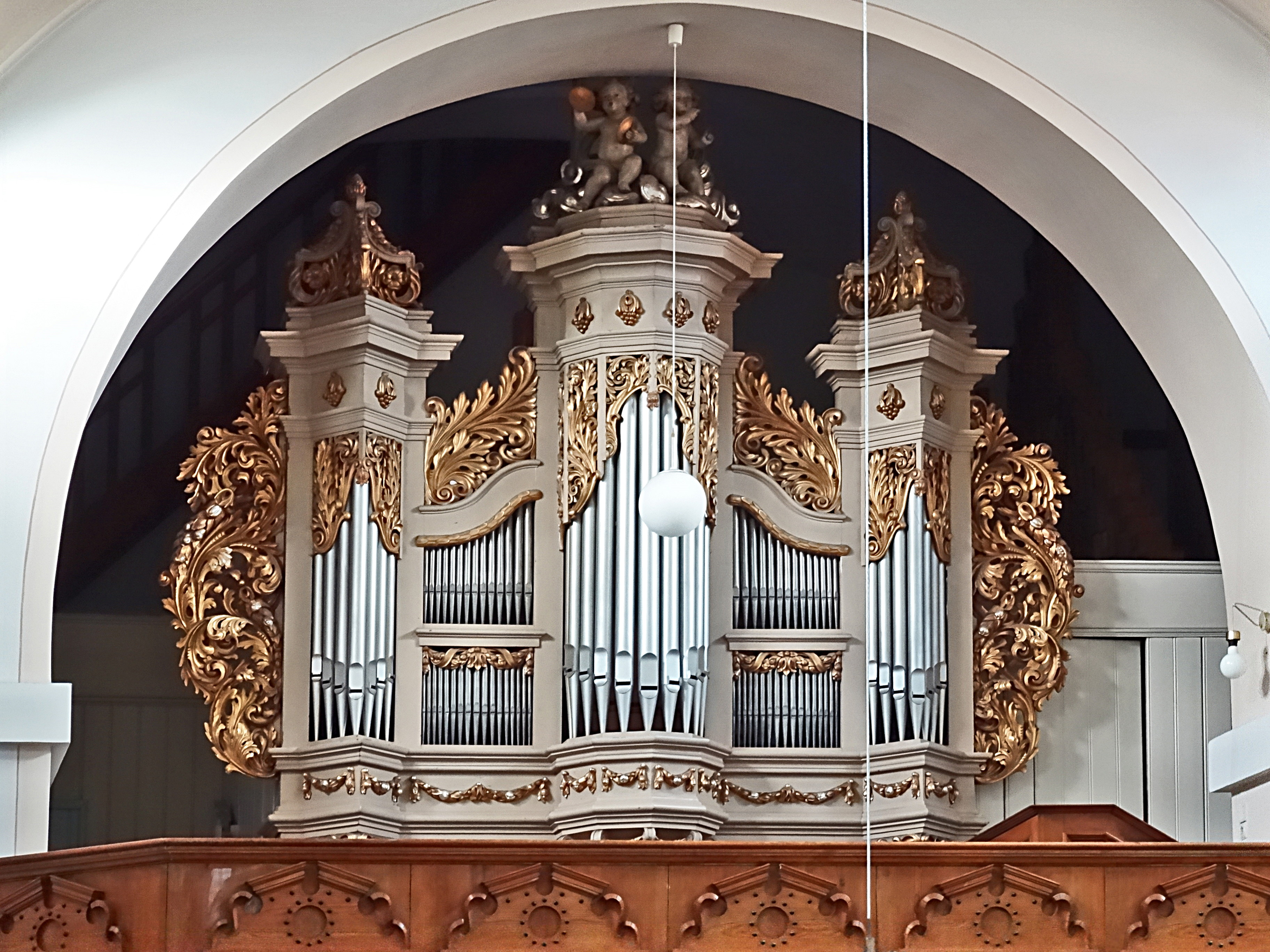
Die Orgel

Die Orgel in einem neobarocken Gehäuse wurde vermutlich im Zuge des Neubaus der Kirche um 1910 von der Firma Krell aus Duderstadt gebaut. Sie umfasst 21 Register auf zwei Manualen und Pedal. Die Traktur ist pneumatisch.
| Manual I C–f3 |       |   |
| Bordun        | 16′   |   |
| Principal     | 8′    |   |
| Hohlflöte     | 8′    |   |
| Gedackt       | 8′    |   |
| Octave        | 4′    |   |
| Rohrflöte     | 4′    |   |
| Quinte        | 2 ⁄3′ | X |
| Octave        | 2′    |   |
| Mixtur III–IV | 2′    |   |
| Trompete      | 8′    |   |

| Manual II C–f3  |                |   |
| Liebl. gedackt  | 8′             |   |
| Aeoline         | 8′             |   |
| Prinzipal       | 4′             | X |
| Flauto traverso | 4′             |   |
| Nachthorn       | 2′             | X |
| Terzian II      | 1 3⁄5′ + 1 ⁄3′ | X |

| Pedal C–d1 |     |   |
| Subbass    | 16′ |   |
| Violon     | 16′ |   |
| Octavbass  | 8′  |   |
| Choralbaß  | 4′  | X |
| Posaune    | 16′ |   |

- Koppeln:
  - Normalkoppeln: II/I, I/P, II/P
  - Superoktavkoppeln: II/I
- Spielhilfen: 4 feste Kombinationen (Piano, Mezzoforte, Forte, Tutti)

X = Es gibt Indizien, dass diese Register nicht original sind. Sie wurden vermutlich später im Zuge einer moderaten „Barockisierung“ an Stelle ursprünglich vorhandener Register eingebaut.
Anmerkungen
1. ↑  Der Spieltisch der Orgel stammt zweifelsfrei aus derselben Werkstatt wie der der Krell-Orgel in Hilkerode. Außerdem hat Krell in jener Zeit Orgeln für einige Kirchen der näheren Umgebung gebaut (Effelder, Kalteneber, Günterode, Martinfeld, Gerbershausen).
2. ↑  Die Positionierung ist untypisch, z. B. sind Quinte und Terzian jeweils zwischen 8′-Registern angeordnet. Auch weicht die Disposition von denen anderer Krell-Orgeln jener Zeit ab.